# Roger Legeay
Roger Legeay (* 8. August 1949 in Beaufay) ist ein ehemaliger französischer Radrennfahrer und Sportlicher Leiter.

## Sportliche Laufbahn
Legeay war im Straßenradsport aktiv. Als Amateur erzielte er eine Reihe von Siegen, unter anderem gewann er 1970 den Gold Seal Trophy Grand Prix in London und 1972 eine Etappe der Route de France. 
Von 1973 bis 1982 war er Berufsfahrer. 1978 war seine erfolgreichste Saison als Profi. Er gewann Etappen im Circuit de la Sarthe, der Tour de Romandie und der Tour du Limousin. Dazu kam der Sieg im Eintagesrennen Grand Prix de la Côte Normande. 1980 folgte ein weiterer Etappensieg im Circuit de la Sarthe und der Erfolg im Grand Prix de Mauléon-Moulins, den er 1981 wiederholte. 1976 und 1977 gewann er die Punktewertung in der Tour de Suisse. Seinen letzten Profisieg holte er 1982 bei einem Kriterium in Rouen.
Zweiter wurde er 1978 in der Tour de Tarn hinter Pierre-Raymond Villemiane sowie in der Route nivernaise. Dritte Plätze holte er 1976 bei den Quatre Jours de Dunkerque, in der Tour du Limousin und im Grand Prix d’Antibes. Legeay bestritt alle Grand Tours.
| Grand Tour            | 1974 | 1975 | 1976 | 1977 | 1978 | 1979 | 1980 | 1981 |
| --------------------- | ---- | ---- | ---- | ---- | ---- | ---- | ---- | ---- |
| Vuelta a EspañaVuelta | 32   | –    | –    | –    | –    | –    | –    | –    |
| Giro d’ItaliaGiro     | –    | –    | –    | –    | –    | 62   | –    | –    |
| Tour de FranceTour    | –    | 70   | 35   | 37   | 42   | 63   | 84   | 61   |

## Berufliches
Legeay war nach seiner aktiven Karriere als Radprofi Sportlicher Leiter verschiedener Radsportteams. Er war für Peugeot , Z, Gan und Crédit Agricole tätig. Auch in verschiedenen Funktionen als Funktionär im Radsport war er engagiert, so als Vizepräsident des französischen Radsportverbandes und Präsident des Verbandes französischer (AC2000) und internationaler (AIGCP) Sportdirektoren.